# Vernate (Szwajcaria)
Vernate (lmo. Vernàa) – miejscowość i gmina w południowej Szwajcarii, w kantonie Ticino, w okręgu (distretto) Lugano, w powiecie (circolo) Agno. 

## Demografia
W Vernate mieszka 609 osób. W 2021 roku 19,4% populacji gminy stanowiły osoby urodzone poza Szwajcarią. 